# 維亞拉河

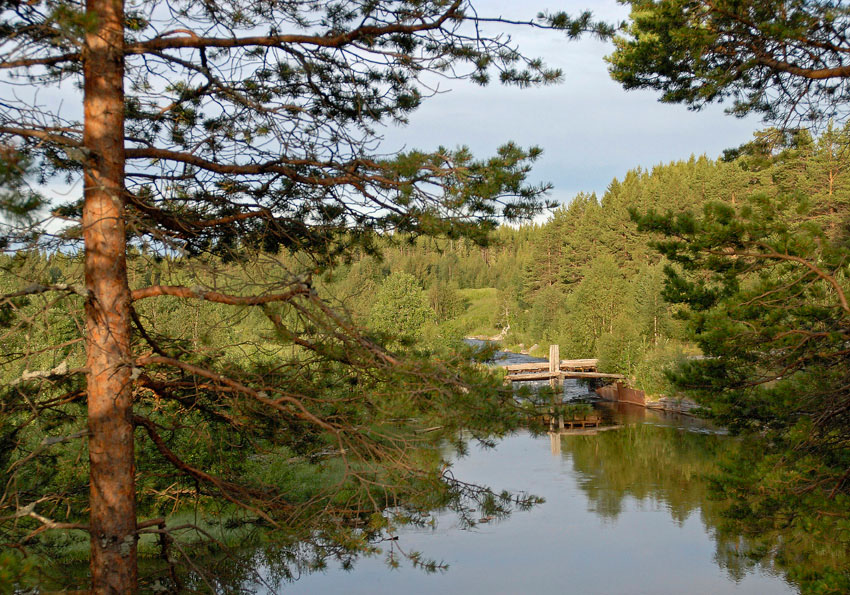
維亞拉河

維亞拉河是俄羅斯的河流，位於摩爾曼斯克州內科拉半島西南部，屬於溫巴河的支流，從發源地弗亞洛澤羅湖向西流經森林和沼澤，最終在離白海15公里處注入溫巴河。